# Manifattura di Legnano
Manifattura di Legnano era un'azienda tessile di filatura di cotone attiva dal 1903 al 2008. Il complesso architettonico del sito industriale di Legnano rappresenta ancora un importante esempio di archeologia industriale del Novecento.

## Storia
La storica fabbrica tessile Manifattura di Legnano fu inaugurata in Italia, nel borgo di Legnano, a nord di Milano, che si trova nella regione della Lombardia, nel 1903 dal milanese Giuseppe Frua, dai fratelli di origine pugliese Enea Banfi e Febo Banfi e da Mariano Delle Piane come Società in accomandita semplice. Nell'atto di costituzione risalente al 1901 si può leggere che la nuova società avrebbe avuto per oggetto la "[...] preparazione dei filati e dei tessuti e lavorazioni affini [...]", mentre per quanto riguarda i soci, "[...] i primi tre sono soci gerenti, responsabili senza limitazioni, e l'ultimo è socio accomandatario [...]".
Dopo qualche anno, in particolare, nel 1906, l'azienda tessile fu conosciuta in Italia per la qualità e la varietà dei suoi filati di cotone, per l'avanzamento tecnologico dei suoi impianti di produzione e per il volume delle sue esportazioni. Nel 1908 la fabbrica tessile Manifattura di Legnano arrivò ad impiegare 903 lavoratori. Il gruppo tessile cotoniero Manifattura di Legnano importava cotone proveniente dalle Americhe Latine, dall'Asia e dall'Africa in particolare e, dopo il 1994, soprattutto, dall'Egitto, grazie alla favorevole presenza del fiume Nilo. La tecnica di filatura del cotone veniva raffinata direttamente in fabbrica, mentre la tecnica di tessitura e quella di stampa dei tessuti di cotone, venivano realizzate nella vicina fabbrica De Angeli-Frua risalente al 1896, dentro la quale si poteva accedere al lavoro anche con la tranvia ferroviaria che proseguiva sulla strada statale (ssn.148) verso la città di Novara, nella regione Piemonte. Nel 1911 Manifattura di Legnano diventò la terza industria tessile cotoniera legnanese per importanza.

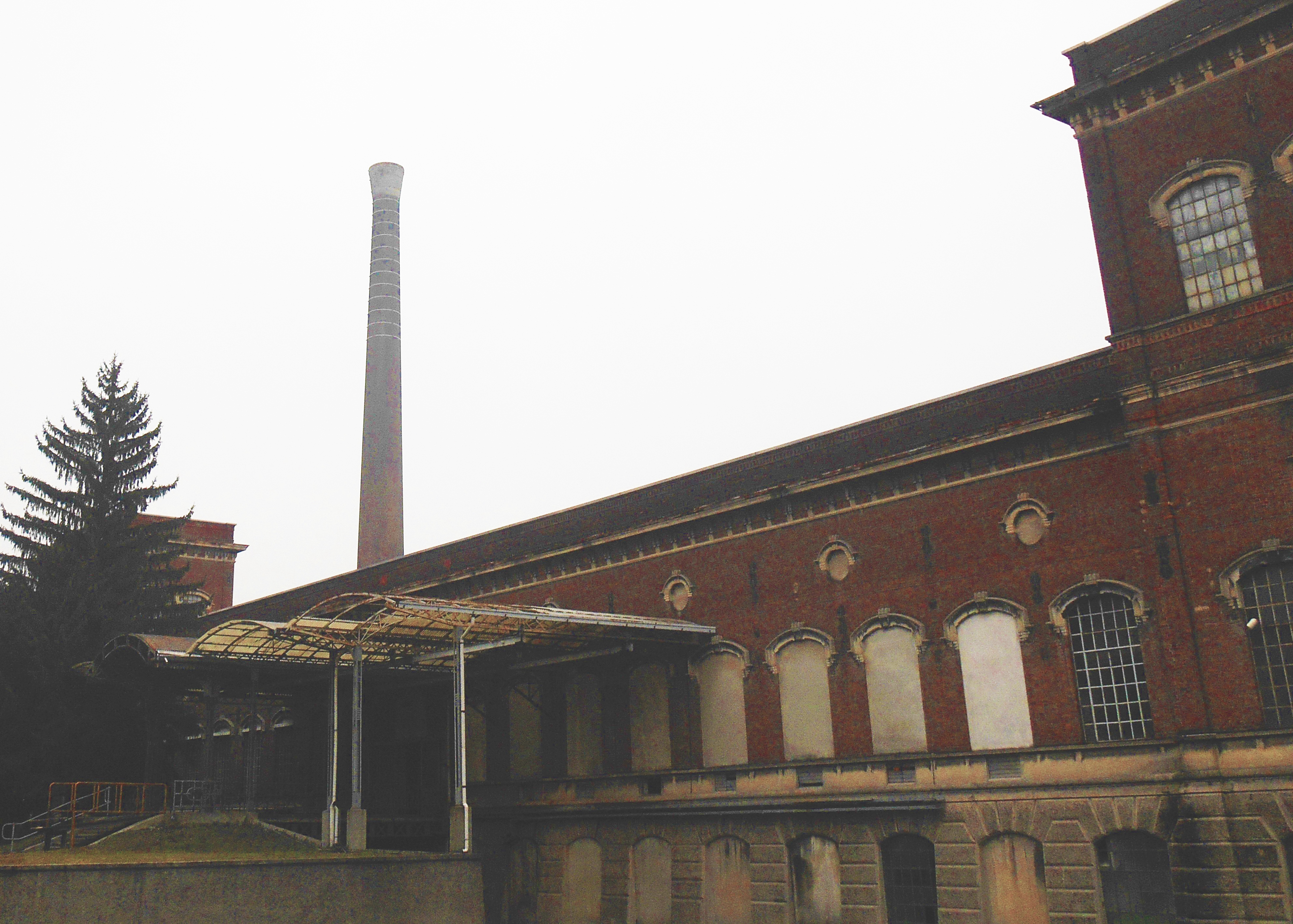
La fabbrica Manifattura di Legnano in mattoni rossi. Ai due lati delle tre torri e sullo sfondo la ciminiera.

 La varietà produttiva dagli anni '30 del Novecento consisteva in: "[...] filati pettinati di cotone, chiamato Makò, il tipico cotone egiziano, titoli dal 20 al 120, cardati e pettinati unici e ritorti per tessiture, calzifici, ricamifici, cucirini, tele per aeroplani e autocarri [...]".
La fabbrica tessile cotoniera, per vari decenni, ha ospitato giovani fanciulle, per lo più indigenti e orfane provenienti dal Veneto, dalla Lombardia, nella Bergamasca, dal Cremasco, ecc.. Le maestranze tessili femminili erano alloggiate in un convitto religioso situato all'interno della fabbrica che era gestito da monache, suore di religione cattolica, chiamate salesiane in servizio presso il borgo di Legnano dal 1914 al 1973. Le religiose in fabbrica, accanto alla preghiera, offrivano anche un'assistenza sociale alle giovani maestranze, in italiano "filatrici", in inglese "spinners", ma i direttori di stabilimento e i capi di reparto, in origine, potevano essere solo uomini. Nei primi decenni di attività all'interno dei reparti produttivi di filatura tessile della Manifattura di Legnano lavoravano principalmente le donne, di corporatura minuta e snella, dotate di mani affusolate, perché riuscivano ad arrampicarsi e destreggiarsi con più agilità e disinvoltura sul filatoio di lavorazione del cotone.
Fino agli anni cinquanta del Novecento, la percentuale di forza lavoro femminile di maestranze tessili totali variava tra l'85% e il 90%. Tra gli anni quaranta e gli anni '50 del Novecento, la fabbrica ha conosciuto una fase di crisi economica causata dalla Seconda Guerra Mondiale. Nel Secondo Dopoguerra Mondiale, in particolare dal 1948 in poi, la manodopera tessile maschile prima esigua, fu di gran numero più consistente, la maggior parte di essa, proveniva dal territorio Legnanese; la gran parte delle maestranze era infatti rappresentata per lo più da militari soldati reduci dal fronte che, tornati in forza dopo la Prima Guerra Mondiale e la Seconda Guerra Mondiale , venne chiamata subito nelle fabbriche per poter lavorare e quindi potersi mantenere.
Negli anni '50 del Novecento, la Manifattura di Legnano tornò a crescere economicamente con il milanese Achille Roncoroni, brillante industriale lombardo, giunto al vertice nel 1954 e quest'ultima, trainata dal crescente boom economico che interessò tutta la Repubblica Italiana riuscì a risollevarsi garantendo lavoro anche al Mezzogiorno, l'Italia meridionale, il sud del Paese appunto.
Achille Roncoroni, nato nel 1923 a Milano, italiano, laureato in legge, industriale, esperto nel settore tessile cotoniero, portò il gruppo Manifattura di Legnano a raggiungere negli anni '60 del Novecento circa 1.000 dipendenti.  Negli ultimi decenni furono aperti da Achille Roncoroni nuovi siti produttivi industriali di filatura diffusi soprattutto nel Nord Italia. 
Nei primi anni settanta del Novecento la fabbrica tessile aveva conosciuto una nuova fase di crisi economica che fu seguita da un periodo di forte stagnazione e tensione sociale.
Nel 1973 infatti le monache religiose cattoliche che alloggiavano nel convitto, lasciarono improvvisamente la fabbrica, richiamate dalla loro Madre generale superiore, a causa di alcune incomprensioni sociali con i sindacati socialisti e comunisti dei lavoratori. La proprietà dovette accettare di fatto questa decisione.
Nel corso degli anni '80 del Novecento, quindi, durante l'acuirsi della Guerra Fredda (tra Est e Ovest del Mondo), iniziata già nel 1949 e conclusa con il crollo del muro di Berlino, in Germania, nel 1989, la Manifattura di Legnano riuscì comunque a raggiungere il suo primato nel made in Italy, inseguendo il mercato internazionale del tessile cotoniero (dalla filatura alla moda), grazie ai suoi filati pettinati di cotone di eccellente qualità. I decenni successivi furono caratterizzati poi, dall'ingresso di investitori esteri nel capitale aziendale.
Nei primi anni Duemila di oggi, infatti, gli stabilimenti produttivi di Manifattura di Legnano erano in tutto tredici (otto in Lombardia, compreso quello di Legnano, uno in Piemonte in Italia), e circa, cinque aziende tessili (partecipate all'estero, in particolare in Egitto in Africa, in Brasile in America Latina, poi in Ungheria, in Romania, in Bulgaria, in Lituania, in Lettonia ed Estonia (ex URSS): la piccola Repubblica di Russia che dal 1994 al 2005 furono molto produttive per ciò, garantirono il lavoro tessile di filatura complessivamente a 1.162 maestranze dipendenti). Fino agli anni '80 del Novecento il gruppo tessile cotoniero Manifattura di Legnano possedeva anche una piccola % di partecipata a Latina, nelle pianure pontine a sud di Roma, nel Lazio.

## La fabbrica tessile di Legnano

La fabbrica tessile di Legnano in una foto d'epoca

Lo stabilimento industriale tessile Manifattura di Legnano in Italia settentrionale ha due caratteristiche che lo differenziano dai siti produttivi delle altre storiche fabbriche legnanesi. 
La prima è il fatto di non essere stato costruito lungo la riva del fiume Olona che proviene dalla rasa di Varese, in Lombardia e oltre, nella valle del Seprio e che attraversa la sua città provincia, mentre la seconda è che la Manifattura di Legnano disponeva di alcuni pregevoli edifici, come ad esempio le ville padronali, le case-ville di direttori e impiegati e le case operaie, quasi tutte distribuite vicino alla stazione ferroviaria, una peculiarità vantaggiosa per le industrie del territorio. Questa ubicazione è stata influenzata dalle precedenti fabbriche padronali tessili di ispirazione inglese, nate infatti nei dintorni di Manchester, in Inghilterra, nel periodo pre-vittoriano.
Per quanto riguarda l'approvvigionamento di acqua per l'utilizzo industriale in tessitura e non solo, nella Manifattura di Legnano, furono costruiti alcuni grandi pozzi e vasche di raccolta, disposti nei sotterranei ed in cima alle tre alte torri in mattoni rossi sia per il prelevamento, raccolta e utilizzo, sia per mantenere l'umidità necessaria alla lavorazione del cotone in tutti gli ambienti tessili produttivi. che per la prevenzione nei casi di incendio.
L'edificio storico più tipico del complesso tessile industriale di Manifattura di Legnano è di sicuro il capannone opificio di produzione dei filati, che risale al 1903, anno di costruzione. Questo fabbricato fu progettato da ingegneri e tecnici, a conferma di un documento che è conservato presso gli archivi storici che fa riferimento ad un progetto del tetto di copertura firmato dallo studio inglese Mather & Platt di Manchester. Lo stile architettonico del fabbricato richiama quello della fabbrica tessile cotoniera De Angeli-Frua costruita nel 1896, quindi molto prima di Manifattura di Legnano. Il primo capannone di fabbrica fu di certo realizzato con il termine inglese "brick", che significa "mattone",  di colore rosso.
Con la crescita produttiva della fabbrica, a Legnano, furono costruiti altri edifici con lo stesso stile architettonico in mattoni di colore rosso e con finestre ad arco ribassato. In particolare, nel 1907, fu edificato un magazzino per lo stoccaggio delle balle di cotone, alcune abitazioni operaie per i dipendenti in via Gioacchino Rossini angolo via Gaeta e dintorni e la villa padronale Liberty milanese situata all'angolo tra via Alberto da Giussano e via Saule Banfi. Nel 1912 fu costruito un altro piccolo fabbricato e successivamente un edificio destinato agli uffici, che si trova in via Lega, mentre l'anno successivo nel 1913, fu edificato un magazzino per i cotoni sulla via Lega. Tra il 1914 e il 1915 vennero realizzati i convitti religiosi di fabbrica per le maestranze. I fabbricati architettonici furono costruiti da edilizia di zona.

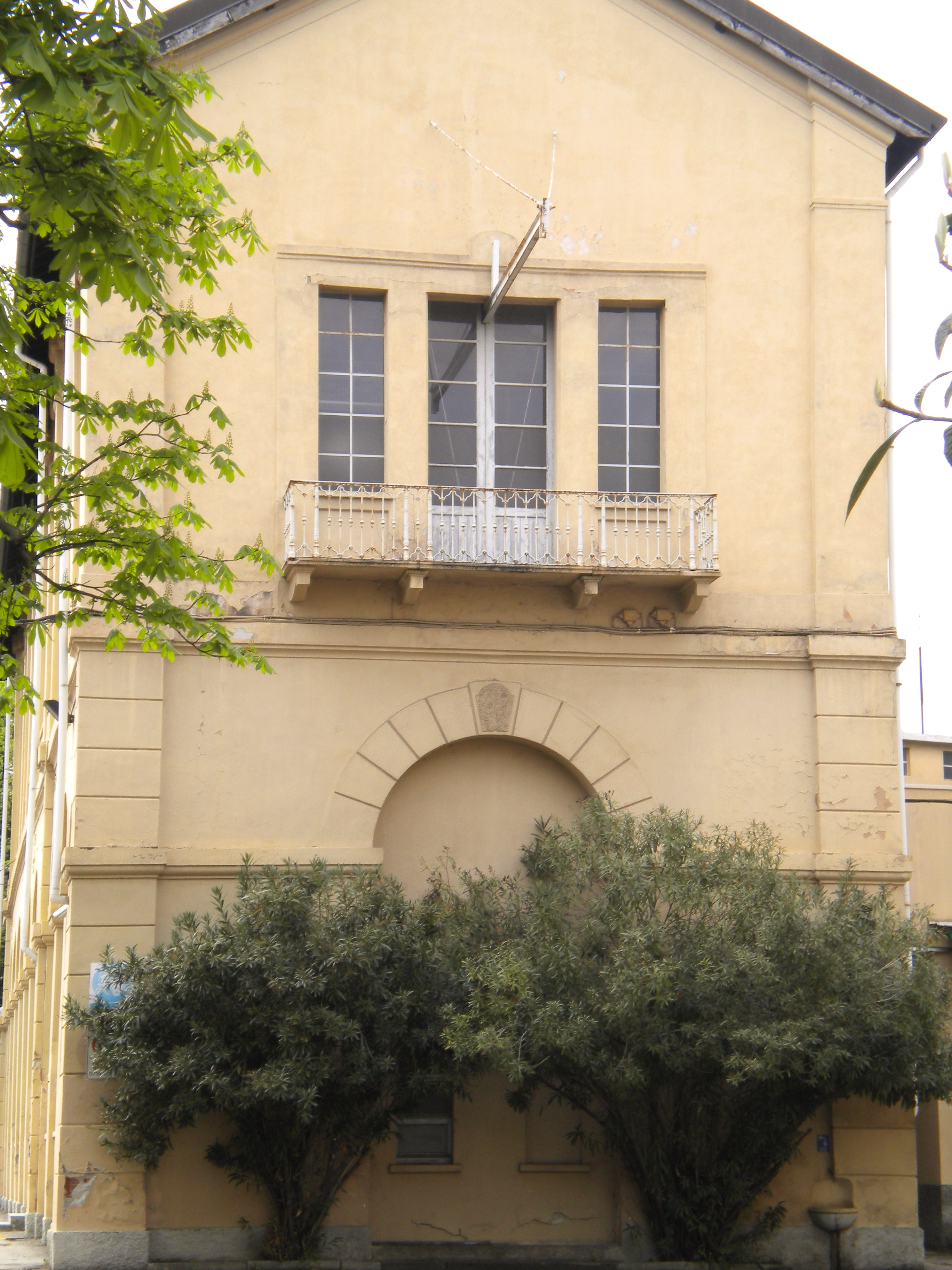
Arco rinascimentale del convitto di Manifattura di Legnano.

Nel 1919 fu realizzata inoltre l'officina per l'assistenza tecnica meccanica sia delle vetture che dei macchinari industriali tessili.
Negli anni '30 del Novecento furono ampliati gli edifici storici adibiti ad uffici per impiegati e fu costruito anche un nuovo fabbricato, all'altezza di via Lega chiamata originariamente via Madonna Mora. Nel 1933 fu aggiunto un nuovo fabbricato adiacente, destinato a lavanderia. Quest'ultimo edificio, a differenza dei precedenti è di stile più recente. Tra gli anni '40 e gli anni '60 del Novecento, nell'immediato Secondo Dopoguerra, fu costruito anche l'opificio tessile vicino alla ciminiera storica, la più alta della città e fu ampliato nuovamente con la costruzione della centrale termica e di nuovi padiglioni tessili produttivi, che tuttavia richiamano meno lo stile originario.
Lo stabilimento tessile è caratterizzato da un ingresso principale con pensilina in ferro in stile Liberty. La tipologia del tetto è a "shed", termine inglese che significa "a capanna", mentre il perimetro presenta, invece grandi finestre ad arco ribassato coronato. L'opificio possiede tre alte torri angolari a due piani in mattoni rossi di forma rettangolare.
La ciminiera storica di fabbrica, circa 78 metri di altezza è in mattoni rossi e rappresenta il simbolo industriale della città. Questa fu utilizzata sia come via di scarico del processo di combustione del carbone e, successivamente, dai derivati del petrolio, ma anche immagine industriale del grande fuso e cilindro, attorno al quale veniva avvolto idealmente un filo, visibile in lontananza, ma fumoso che caratterizzava, perciò l'industria tessile operaia. Con le altre numerose ciminiere sparse intorno, circa 14, la Manifattura di Legnano si trovava nel cuore del "borgo lombardo" e queste ricordavano un po' una "piccola Manchester d'Italia", fumante e nebbiosa. La ciminiera di Manifattura di Legnano (dal 1901) è l'ultima rimasta a Legnano, e nel 2013 fu anche provvista per un breve periodo di un piccolo sistema di illuminazione notturna.
All'interno del perimetro dello stabilimento si trova un piccolo giardino con alberi da frutto e una Chiesetta religiosa dedicata alla "Trasfigurazione di Gesù", appartenente all'Ordine religioso cattolico dei Frati Umiliati, situata nell'ex edificio religioso medievale, poi il Palazzo Cambiaghi risalente al '700 (XVIII secolo); in seguito questa Chiesetta fu chiusa e trasferita nell'edificio di fronte dedicato a quella dedicata a Maria Ausiliatrice, con alloggio convitto religioso, asilo infantile e un oratorio parrocchiale femminile. Nel 1973 la Chiesa di Maria Ausiliatrice fu chiusa e sconsacrata, poi a metà degli anni '80 del Novecento, questa, diventò un laboratorio tecnico, fisico, chimico e magazzino. Il refettorio del convitto religioso con servizio di mensa cucina, la mensa ristorante di fabbrica, si trovava nel vicino cortile esterno che è impreziosito da un pregevole arco rinascimentale e da una fontana d'acqua. In seguito il refettorio religioso di fabbrica fu adibito ad uffici amministrativi. Nel 1992 il servizio mensa fu spostato nell'edificio produttivo più moderno, realizzato alla fine degli anni '80 del Novecento, dietro lo storico opificio produttivo.
Le religiose cattoliche appartenenti all'ordine delle salesiane di San Giovanni Bosco, vivevano nel convitto di fabbrica, adiacente, di tono artistico lombardo, il tipico oro, il giallo di Milano, situato sull'angolo tra la via Palestro e la via Lega. Questa dimora estiva, secondo il prezioso documento storico Catasto Teresiano del 1772 di Maria Teresa, Imperatrice d'Austria, risultava essere una nobile "residenza di delizia del settecento", appartenuta prima ai duchi Cambiaghi, poi ceduta ai conti Brivio Brunswick. Il Palazzo del '700 (XVIII secolo d.C.) era costruito tuttavia su una struttura medievale preesistente, risalente al '400 (XV secolo d.C.) e diventò parte integrante di Manifattura di Legnano solo agli inizi del Novecento. Il piano terreno dell'edificio si presenta con un ampio atrio d'ingresso, sorretto da due grandi colonne doriche di tipico piemontese granito rosa di Baveno, mentre una delle sale è caratterizzata da un soffitto a cassettoni decorato con motivi floreali a quadrifoglio. Il primo piano è invece caratterizzato da un balcone con 44 motivi geometrici.
Nella fabbrica tessile durante le festività cattoliche in particolare, le religiose e le laiche chiamate anche le terziarie, impiegate, in servizio fino ai primi anni '80 del Novecento, spesso organizzavano diverse attività educative e garantivano il servizio di sociale assistenza di asilo infantile durante tutto l'anno solare, soprattutto d'insegnamento di dottrina del catechismo cattolico e la preghiera, di animazione ricreativa femminile (quale ginnastica, teatro, giochi all'aperto, disegno, grammatica) e di animazione sociale parrocchiale d'oratorio, che svolta la domenica e non solo, di offerta e refezione pasti nel refettorio, di accoglienza e alloggio nei dormitori e soprattutto, di dispensa sanitaria d'infermeria, primo soccorso e di medicina base. Dopo il 1973 l'edificio del convitto religioso ha ospitato parte degli uffici tecnici, il refettorio mensa, un laboratorio chimico e fisico e l'officina tecnica per meccanici, falegnami, idraulici, carpentieri etc..
Achille Roncoroni, l'ultimo proprietario di Manifattura di Legnano morì nel 2005 dopo una lunga malattia, in Italia, a Griante Tremezzo, sul lago di Como, nella regione della Lombardia.